# Ostrowin
Ostrowin (niem. Osterwein) – miejscowość w Polsce położona w województwie warmińsko-mazurskim, w powiecie ostródzkim, w gminie Ostróda. W latach 1975–1998 miejscowość administracyjnie należała do województwa olsztyńskiego.
Miejscowość znajduje się w pobliżu dwóch jezior: Ostrowińskiego i Widłowskiego (tzw. Głogowo). Przepływa tutaj również rzeka Drwęca. Znajduje się tutaj ośrodek wypoczynkowy. W pobliżu wsi znajduje się góra Golberg. Dzieci ostrowińskie chodzące do szkoły w Szyldaku w ramach akcji „sprzątanie świata”, corocznie porządkują właśnie tę górę.
W ramach wsi działa Stowarzyszenie „Rozwój w Duchu Tradycji – Ostrowin”, które skupia mieszkańców oraz miłośników wsi Ostrowin, którzy są świadomi jej potrzeb, potrafią jasno określić cele, zaplanować działania i dążą do osiągnięcia zamierzonego efektu. Stowarzyszenie powstało w celu rozwijania wsi w jak najszerszym zakresie. Wielki nacisk kładziony jest szczególnie na badanie i rozpowszechnianie historii miejscowości, dbanie o obiekty związane z przeszłością, gromadzenie wiedzy.

## Historia
Pierwsze informacje o wsi datowane są na rok 1363, była to wówczas własność zakonu krzyżackiego, podlegała pod komturię w Ostródzie. Następnie wieś wzmiankowana była w 1414 roku i zajmowała 58 włók. W 1513 r. Jan Goliński zakupił od wojewody malborskiego Jerzego Bażyńskiego 9 włók w Ostrowinie i Frygnowie, ale jeszcze w tym samym roku odsprzedał nabyte grunty niejakiemu Bylińskiemu z Mazowsza. W latach 1531–1537 wieś dzierżawił Fryderyk Ölsnitz. W 1538 r. marszałek Fryderyk Ölsnitznadał nadał Amusowi Ölsnitz i jego dzieciom 70 włók w Ostrowinie. W tym czasie we wsi, poza chłopami, mieszkało dwóch pasterzy, pszczelarz, rzeźnik i karczmarz. W 1542 r. w Ostrowinie pastorem był Stanisław Kamiński, a do parafii (ewangelickiej) należały także kościoły filialne w Grabinku i Szyldaku. Kolejnym pastorem był Mateusz Szarlej. W 1577 r. zbudowano młyn. W 1580 r. Wolf Ölsnitz wystąpił do władz o przydział drewna na budowę kościoła.
W latach 1615–1625 należała do Wolfganga von Olesnitz (Olesnickiego), podkomorzego polskiego, dworzanina króla Zygmunta III Wazy. W czasie pierwszej wojny szwedzkiej (1621-1629) pastorem był Grzegorz Zaremba. W wiekach XVII–XVIII wieś była w posiadaniu rodu Pentzigów. W 1783 r. Ostrowin był wsią szlachecką, razem z folwarkiem należała do kapitana Lausona, łącznie było tu 35 domów. W 1820 r. wieś i majątek obejmowały 39 domów i 209 mieszkańców. W 1861 r. do majątku należało 6832 morgi a mieszkało w nim 447 osób. W 1895 r. wieś obejmowała 276 ha a mieszkało w niej 273 mieszkańców, natomiast majątek obejmował 1416 ha i zamieszkiwany był przez 277 osób.
W 1939 r. we wsi mieszkało 466 ludzi.

## Zabytki

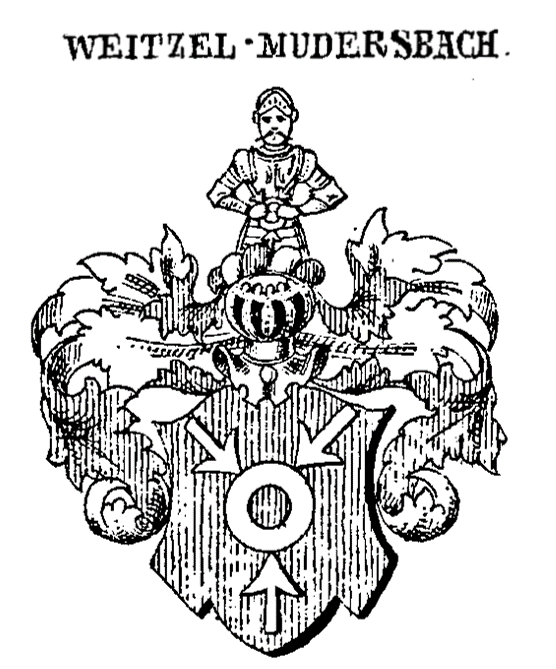
Herb von Weitzel von Mudersbach

- barokowy piętrowy pałac (nr rej.: 3182 z 6.01.1984) z XVIII wieku[6], przebudowany w XIX w., założony na planie prostokąta, kryty dachem dwuspadowym; na osi fasady pozorny piętrowy ryzalit zwieńczony wolutowym szczytem. Główne wejście w portalu zwieńczonym półkolistym frontonem. Nad wejściem, nad oknami pierwszego piętra kartusz z herbem rodziny von Weitzel von Mudersbach[7].
- zabudowania folwarczne z końca XIX w. z wielkim spichlerzem, na dachu wieżyczka[8].
- pozostałości parku

## Ludzie związani z miejscowością
W Ostrowinie urodził się Paweł Świetlicki (1699–1756) – lektor języka polskiego w Gimnazjum Akademickim w Gdańsku, profesor filologii na uniwersytecie w Wittenberdze, autor wielu prac teologicznych i książki o astrologii perskiej.